# Ризнык, Дмитрий Григорьевич
Дми́трий Григо́рьевич Ри́знык (укр. Дмитро Григорович Різник; род. 30 января 1999, Полтава) — украинский футболист, вратарь донецкого «Шахтёра» и сборной Украины.

## Клубная карьера
Родился 30 января 1999 года в деревне под Полтавой.

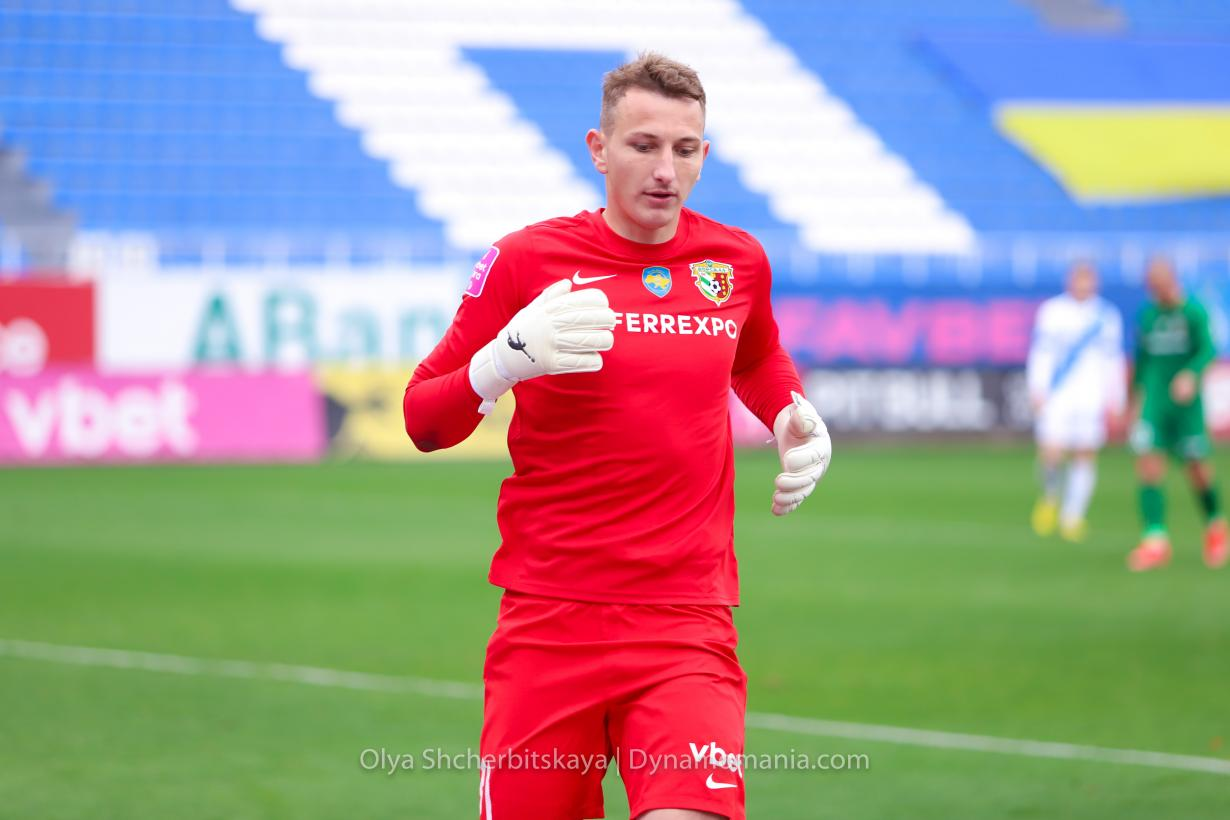
Ризнык в составе «Ворсклы»

Футболом начал заниматься в составе академии полтавской «Ворсклы». 10 мая 2019 подписал свой первый контракт с полтавским клубом. В составе первой команды «Ворсклы» дебютировал 26 октября 2019 в выездном поединке 12-го тура Премьер-лиги против луганской «Зари» (0:4). Дмитрий вышел на поле в стартовом составе и отыграл весь матч. По итогам дебютного для себя сезона в команде стал финалистом Кубка Украины 2019/20.
На 38-й минуте матча 17-го тура украинской Премьер-лиги между львовским «Рухом» и «Ворсклой» парировал пенальти. Этот пенальти стал 5-м незабитым в ворота Ризныка в сезоне 2021/22. Благодаря этому Ризнык установил рекорд внутриукраинского турнира, не пропустив после пяти подряд пенальти.
10 февраля 2023 года подписал пятилетний контракт с донецким «Шахтёром». С этого времени вратарь регулярно стал появляться в основном составе команды. 27 ноября 2024 года в матче Лиги чемпионов УЕФА против ПСВ стал рекордсменом турнира по количеству сейвов (15), совершенных в течение одного матча.

## Карьера в сборной
В 2018 году в составе сборной Украины до 19 лет выступил на чемпионате Европы в Финляндии, где его сборная дошла до полуфинала, а через год был заявлен на молодёжный чемпионат мира U-20 в Польше и стал чемпионом мира.
25 октября 2021 года исполняющий обязанности главного тренера сборной Украины Александр Петраков вызвал Ризныка для участия в товарищеском матче против сборной Болгарии и в матче отборочного турнира чемпионата мира 2022 года против сборной Боснии и Герцеговины. 11 ноября 2021 года дебютировал за сборную Украины в матче против Болгарии, выйдя на замену Георгию Бущану на 46-й минуте.
14 июня 2022 года дебютировал за национальную сборную Украины в матче Лиги наций против сборной Ирландии. Матч закончился со счётом 1:1.

## Достижения

### Командные
«Ворскла»
- Финалист Кубка Украины: 2019/20

«Шахтёр» (Донецк)
- Чемпион Украины (2): 2022/23, 2023/24
- Бронзовый призёр чемпионата Украины: 2024/25
- Обладатель Кубка Украины (2): 2023/24, 2024/25

Сборная Украины
- Чемпион молодёжного чемпионата мира: 2019

### Личные
- Лучший игрок года в «Ворскле» (2): 2021, 2022
- Лучший игрок месяца в «Шахтёре»: ноябрь 2024
- Лучший игрок года в «Шахтёре»: 2024

### Награды
- Орден «За заслуги» III степени (2019)[8]

## Статистика выступлений

### Клубная
| Выступление      | Выступление      | Выступление      | Лига | Лига | Кубок | Кубок | Еврокубки | Еврокубки | Прочие | Прочие | Итого | Итого |
| Клуб             | Лига             | Сезон            | Игры | Голы | Игры  | Голы  | Игры      | Голы      | Игры   | Голы   | Игры  | Голы  |
| ---------------- | ---------------- | ---------------- | ---- | ---- | ----- | ----- | --------- | --------- | ------ | ------ | ----- | ----- |
| Ворскла          | Премьер-лига     | 2019/20          | 14   | -19  | 4     | -2    | 0         | -0        | 0      | -0     | 18    | -21   |
| Ворскла          | Премьер-лига     | 2020/21          | 24   | -28  | 1     | -1    | 0         | -0        | 0      | -0     | 25    | -29   |
| Ворскла          | Премьер-лига     | 2021/22          | 17   | -17  | 1     | -1    | 2         | -5        | 0      | -0     | 20    | -23   |
| Ворскла          | Премьер-лига     | 2022/23          | 15   | -20  | 0     | -0    | 2         | -4        | 0      | -0     | 17    | -24   |
| Ворскла          | Итого            | Итого            | 70   | -84  | 6     | -4    | 4         | -9        | 0      | -0     | 80    | -97   |
| Шахтёр (Донецк)  | Премьер-лига     | 2023/24          | 27   | -21  | 4     | -2    | 8         | -17       | 0      | -0     | 39    | -40   |
| Шахтёр (Донецк)  | Итого            | Итого            | 27   | -21  | 4     | -2    | 8         | -17       | 0      | -0     | 39    | -40   |
| Всего за карьеру | Всего за карьеру | Всего за карьеру | 97   | -105 | 10    | -6    | 12        | -26       | 0      | -0     | 119   | -137  |

1. ↑  Кубок Украины
2. ↑  Суперкубок Украины

### Матчи за сборную
| № | Дата           | Оппонент | Счёт | Пр. голы | Карточки | Минуты | Соревнование            |
| - | -------------- | -------- | ---- | -------- | -------- | ------ | ----------------------- |
| 1 | 11 ноября 2021 | Болгария | 1:1  | —        | —        | 45'    | Товарищеский матч       |
| 2 | 14 июня 2022   | Ирландия | 1:1  | —        | —        | 90'    | Лига наций УЕФА 2022/23 |

Итого: 2 матча, 1 пропущенный гол/ 0 побед, 2 ничьи, 0 поражений.